# شينيتشي موريشيتا
شينيتشي موريشيتا (باليابانية: 森下 申一) (28 ديسمبر 1960 في شيزوكا في اليابان – )؛ هو لاعب كرة قدم ياباني سابق كان يلعب كحارس مرمى. سبق له أن لعب مع منتخب اليابان.

## وصلات خارجية
- شينيتشي موريشيتا على موقع رابطة كرة القدم اليابانية للمحترفين (اليابانية)
- شينيتشي موريشيتا على موقع قاعدة بيانات كرة القدم.إي يو (الإنجليزية)
- شينيتشي موريشيتا على موقع ناشيونال فوتبول تيمز (الإنجليزية)
- شينيتشي موريشيتا على موقع Soccerway.com (الإنجليزية)
- شينيتشي موريشيتا على موقع عالم كرة القدم.نت (الإنجليزية)

- National Football Teams
- Japan National Football Team Database